# Jelenski graben
Jelenski graben je pritok potoka Orehovica, ki izvira na južnih pobočjih pod naseljem Trojane in se pri Izlakah izliva v potok Medija. Ta teče skozi Zagorje ob Savi in se kot levi pritok izliva v reko Savo. Jelenski graben izvira v bližini vasi Jelenk.